# Аніара (поема)
«Аніа́ра» (швед. Aniara: en revy om människan i tid och rum) — фантастична поема шведського письменника Гаррі Мартінсона. Опубліковано 13 жовтня 1956 року.
Поема складається зі 103-х пісень, кожна з яких розповідає про трагедію великого пасажирського космічного корабля, який спочатку віз на Марс колоністів зі спустошеної Землі. Через аварію корабель збивається з курсу та покидає Сонячну систему, а вцілілий екіпаж починає боротьбу за існування. Залишки людей шукають різні способи втекти від жахливої реальності.

## Сюжет
Дія поеми відбувається в XL (40-му) тисячолітті нашої ери, після глобального зледеніння та нового потепління. Після занепаду людство відновилося та розвинулося більше, ніж було колись. Міжпланеті подорожі стали буденністю і багато людей тікають із Землі, спустошеної ядерною війною, на Марс і Венеру. Проте на Марсі їх чекає життя в суворій тундрі, а на Венері — трудові табори.
Космічний корабель (гондолдер) «Аніара» везе на Марс 8 тис. біженців. Та внаслідок небезпечного зближення з астероїдом Хондо космічний корабель мимовільно змінює курс. Через влучання метеорита виходять з ладу системи керування кораблем і вирівняти курс стає неможливо. Гондолдер швидко прямує в напрямку до зорі Вега, від якої не буде повернення. Керівництво не може впоратися з неполадками та замовчує справжнє становище корабля.
На кораблі є уперкомп'ютер (міма), що показує сцени з життя Марса та інших планет. Пасажири розважаються цим і починають поклонятися мімі. Коли надходить новина, що «фотонотурбом підірвали мегаполіс Дорісбург», міма не витримує цього та ламається. Самозваний диктатор (шефон) шукає винних і намагається захопити владу на кораблі. Щоб поремонтувати міму звільняють «пантоміма» — технічного працівника, від імені якого ведеться оповідь. Але найбільше, що вдається зробити — це поставити в залі міми дзеркала.
На кораблі виникають різні культи: наукові, сексуальні, тоталітарні. Всі вони мають одну мету — відволікти людей від реальності. Виникає культ вогню, що вимагає людських жертвопринесень. Поступово кількість пасажирів зменшується, а діти перестають народжуватися. Через 20 років люди розуміють, що ніякого порятунку не буде. Шефон, який погрожував стратами, стає доброзичливіший. Люди починають помирати від старості, а залишки екіпажу зрештою вчиняють самогубство.
Після 24-х років польоту на кораблі не лишається нікого живого, але «Аніара» й далі мчить космічними просторами.

## Структура
- Пісні 2-29 — перша частина поеми закінчується поломкою міми.
- Пісні 30-68 — спроби відновити міму. Після загибелі міми на кораблі виникають різноманітні релігійні культи.
- Пісні 69-80 — спогади про життя на Землі. Оповідач згадує свою молодість у Карелії.
- Пісні 81-101 — останній етап. Персонажі поступово вимирають.

## Головні персонажі
Слід зауважити, що багато персонажів фігурують не під власними іменами, а під званнями, вигаданими автором.
- Пантомім — оповідач поеми, фахівець, який обслуговує суперкомп'ютер міму (від грецького слова «мім» — імітатор).
- Міма — суперкомп'ютер, думаюча машина, яка зберігає в собі пам'ять людства.
- Дейзі Дуді — танцівниця, кохана головного героя.
- Лібідель — головна жриця культу сексу.
- Нобія — уособлення совісті, доброти і самопожертви. Про неї і про їх життя на Марсі розповідає один з матросів.
- Ізагель — жінка-пілот та математик.
- Шефон — диктатор, який намагається захопити владу на кораблі.
- Сліпа поетеса, яка згадує про загибле місто Рінд.

## Екранізації
- «Аніара» (Швеція, 1960)

- «Аніара» (Швеція, 2018)